# Dór hangsor
A dór hangsor egy hétfokú modális hangsor. A mai viszonyítási alap szerint moll jellegűnek tekinthető, mert az alaphangra épített hármashangzata moll jellegű. A hármashangzat az alapra épített tercből és kvintből jön létre, és a terc hangköz az, ami eldönti a hangzat dúr vagy moll jellegét. Ha a terc kicsi, akkor moll és ha nagy, akkor pedig dúr jellegű. Ebben az esetben a kisterc van, így moll jellegű a hangzat és maga a hangsor is. Mivel abszolút magassága nincs a modális hangsoroknak (bármely ábécés hangról elindítható) így inkább a relatív szolmizációs hangokon mutatom be. A hangsor: ré-mi-fá-szó-lá-ti-dó’-ré’ szolmizációs hangokból épül fel. (Az egyszerűség kedvéért előjegyzés nélküli dór hangsor: D-E-F-G-A-H-C’-D’) A dór hangsor a régi zenére és a népzenére volt jellemző, jelenleg a blues, rock, britpop és különféle alternatív rockzenei stílusokban örvend népszerűségnek. A természetes mollhoz képest a 6. hang felemelt, a dallamos mollhoz képest pedig a 7. hang leszállított.
Jellegzetessége, hogy amellett, hogy nincsen a skála alaphangjára (vagyis harmóniai fókuszpontjára) oldható vezetőhangja, a kvint körül sincsenek kis szekundnyi távolságban skálahangok (a 7. és 2. fok nagy szekundra van az 1. foktól, épp úgy, mint a 4. és 6. is nagy szekundra van az 5. fokhoz képest). Zenei karaktere ezért kiegyensúlyozott, kevésbé alkalmas harmóniai feszültség-oldás viszonyok ábrázolására. Hasonló karakterű még a mixolíd hangsor, és a természetes felhangsor alapján is ezek a legharmonikusabb skálák, ami magyarázhatja népszerűségüket népzenészek, képzetlen zenészek körében.